# 870

## Události
- Po smrti Lothara II. si smlouvou v Meersenu rozdělili jeho državy – Lotharingii (Lotrinsko) západofranský král Karel II. Holý a východofranský Ludvík II. Němec.
- zřejmě v tuto dobu se v Číně objevila první tištěná kniha
- 31. prosince – Vojska Wessexu vedená Æthelwulfem z Berkshire porazila dánské vikingy v bitvě u Englefieldu.

## Narození
- ? – Eduard I. Starší, anglický král († 17. července 924)
- ? – Al-Fárábí, arabský učenec zřejmě turkického původu († 950)

## Úmrtí
- Al-Ádlí – arabský velmistr šatrandže
- velkomoravský kníže Rostislav

## Hlavy státu
- Velkomoravská říše – Rostislav
- Papež – Hadrián II.
- Anglie – Wessex – Kent – Ethelred
- Skotské království – Konstantin I.
- Východofranská říše – Ludvík II. Němec
- Západofranská říše – Karel II. Holý
- První bulharská říše – Boris I.
- Kyjevská Rus – Askold a Dir
- Byzanc – Basileios I.
- Svatá říše římská – Ludvík II. Němec